# Мастера иллюзий. Как идеи превращают нас в рабов
«Мастера́ иллю́зий. Как иде́и превраща́ют нас в рабо́в» — книга кандидата исторических наук Ильи Носырева, рассматривающая развитие религии с точки зрения меметики, в которой автор доказывает, что идеи, якобы служащие людям, могут являться своего рода информационными вирусами, а наиболее успешные из них решают собственные задачи даже в ущерб своим человеческим носителям.
Книга опирается на подходы, изложенные Ричардом Докинзом в работах Эгоистичный ген (1976), Вирусы мозга (1993) и Бог как иллюзия (2006) и др. Выпущена издательствами «Форум» и «Неолит» в 2013 году.
Презентация состоялась 2 декабря 2012 года в рамках 14 Международной ярмарки интеллектуальной литературы Non/fiction.

## Оглавление книги
Книга состоит из следующих разделов:
Предисловие
- Часть I. Эгоистическая религия

Глава 1 Что такое религия?
Глава 2 Мемы — «живые» культурные идеи
- Часть II. Сатурн, пожирающий своих носителей

Глава 3 Самое странное из человеческих сообществ
Глава 4 Аскет и семьянин
- Часть III. Жизнь за веру

Глава 5 Религия нового типа
Глава 6 Честная церковь, коварная религия
Глава 7 Почему религия нетерпима
Глава 8 Запертые без ключа и дверей
Глава 9 Как религиям удаётся меняться, не меняясь
Вместо послесловия: как разбить идолов

## Краткое содержание книги
Предназначение религий — одна из сложнейших гуманитарных тем. С точки зрения теории эволюции легко объяснить, почему люди воюют, но невозможно понять, зачем людям нужны религии.
Ещё в XIX веке полагали, что религия удел непросвещённых людей, которые верят в ангелов и духов, но с ростом образованности эта вера постепенно угаснет. По прошествии ста лет ничего подобного не случилось. Даже напротив. К старым домовым прибавились новые барабашки, НЛО и субкультуры. Книга Носырева, используя меметику, объясняет причину продолжения победоносного шествия религий.
В ранних исследованиях предполагалось, что религия не имеет практической пользы и существует лишь по людскому заблуждению. Однако к середине XX века взгляды изменились. Распространилось мнение, что религия обществу всё же полезна. Например, служит делу сплочения людей и гармонизирует психологический фон человека. К концу XX века взгляды опять поменялись. Оказалось, что религия не только гармонизирует психику, но и может расшатывать её, причиняя страдания. Не только объединяет, но и приводит к конфликтам, например, между конфессиями. То есть выяснилось, что ни один из случаев полезности религий не является на 100 % верным, а значит, опять вернулись к отсутствию практической пользы для человека.
Тем не менее, религии существуют много тысяч лет, что, казалось бы, для бесполезного института невозможно. В объяснение этого парадокса Носырев использует меметику.

### О возникновении идеи книги
Идея книги зародилась в процессе изучения русской секты скопцов. С точки зрения полезности, её наличие просто чудовищно, так как требует оскопления, то есть нанесения необратимых увечий. Тем не менее, даже несмотря на официальные преследования, в XVIII веке секта процветала. Её члены были богаты и влиятельны, а их количество не переводилось. Это навело на мысль уподобить идеологию секты своеобразному вирусу, прошедшему определённое развитие и живущему в головах людей-носителей.

### Об идентичности эволюции мемов и вирусов
Любой вирус, попадая в организм человека и выживая за счёт естественного отбора, приобретает свойство ослабить иммунитет и заставить человека стать его распространителем, увеличивая круг заражённых. Например, понуждая чихать и кашлять, то есть делиться вирусом со своими друзьями и близкими.
В книге Носырева утверждается, что, «чтобы эволюционировать, вовсе не требуется быть живым, тем более мыслящим существом: естественный отбор — это безликий алгоритм сохранения стабильных систем, и любой объект, которому посчастливится найти способ изготавливать свои копии, запустит собственный эволюционный процесс»:81-82.
Религиозный мемплекс ведёт себя подобно вирусу. Он выживает только в случае, когда в процессе развития сможет преодолеть природный скепсис человека (своего рода иммунную систему) и заставить своего адепта стать распространителем — миссионером. Человек — существо разумное и на первых порах его требуется убеждать. Поэтому, эволюционируя, идея неизбежно будет приобретать симпатичные черты существенной значимости, например, высшей истины и гарантии счастливой жизни после смерти. В этом случае велик шанс найти адептов-носителей, которые сочтут себя спасителями мира. Зарабатывая положительные очки, они будут пропагандировать и распространять идею.
Такое поведение действительно свойственно всем устоявшимся учениям. В основе буддизма лежит теория о великом сострадании, так называемая махакаруна. Поощрение миссионерства содержит и христианство. Например, притча о зажжённой свече: «Никто, зажегши свечу, не ставит её в сокровенном месте, ни под сосудом, но на подсвечнике, чтобы входящие видели свет.» (Лк. 11:33)

### О некоторых проявлениях эволюции мемов
Вирусное подобие мемплексов особенно очевидно в историях типа сообщества скопцов. Они не могут воспроизводиться естественным путём. Но в антропологии во главе угла стоит представление, что вся культура человеческого сообщества направлена на его выживание. Что же выживает здесь? Ответ прост — выживает религиозный мемплекс.
Пример скопцов совсем не уникален. В монастырях происходит то же самое.
Такого рода сообщества Носырев называет квазипопуляциями. К ним относятся широко распространенные в истории религий христианские и буддистские монастыри, ашрамы некоторых индуистских течений, манихейские общины и т. п. Суть их в полном подчинении человеческой деятельности задачам распространения и воспроизводства религиозных мемов:159-230.
В мировых религиях чрезвычайно популярна идея аскезы. И это не случайно, так как именно аскеты, носители не связанные с заботами о семье и мирских утехах, являются наиболее эффективными хранителями и распространителями мемплексов. В противоположность этому, древние религии, которые ещё не были достаточно развиты, своим центральным персонажем имели главу большого семейства, владевшего стадами тучных животных, хозяйством, своего рода библейского патриарха.
Такая смена произошла как следствие корректировки религиозных идей в естественном отборе борьбы за выживание. Никогда раньше, как в наше время, религии не были в таком приниженном положении и они вынуждены реагировать на происходящие изменения ростом агрессивности и изощрённости приспособления. Мемплексы мутируют, чтобы уцелеть, точно так же как и вирусы, с которыми борются медикаментами. Процесс не остановим.

### О принципах выживания мемов
Одной из основ теории мемов является представление, что условием выживания и развития любой структуры, будь то вирус, человек или мем, является соответствие трём принципам:
1. Стремление к максимальной плодовитости и распространению.
2. Стремление к максимальной долговечности.
3. Стремление к максимальной точности воспроизводства.
Отсюда имеется интересное следствие — ответ на вопрос: почему догматические религии всегда более сильны, чем мистические? Потому что они сохраняют свои основы неизменными, в письменной форме, в виде текстов, которые ещё называют священными. В таком виде они живут тысячелетиями, и даже незначительные искажения являются большим грехом.

### О направлении эволюции религий
Теория мемов в состоянии объяснить целый ряд исторических загадок. Например, упоминавшееся явление аскезы. Или направление религиозной эволюции.
В XIX веке, когда учёные свято верили в науку и движение к лучезарному будущему, предполагалось, что религии также развиваются от хорошего к лучшему. Их разделяли на примитивные, дикие и цивилизованные. В первых приносили человеческие жертвы. Адепты последних мирно молились и работали. Но со временем выяснилось, что примитивные учения были не только не менее гуманными, чем, к примеру, христианство, а напротив, даже более терпимыми. В древности невозможно было представить, чтобы поклонник культа Деметры из религиозных побуждений убивал почитателя Зевса. В христианстве или мусульманстве, которые, казалось бы, более прогрессивны, это вполне возможно.
Из теории мемов следует, что мнение о прогрессивном развитии религий не верно. Их эволюция, определяемая борьбой за выживание, направлена в сторону максимального контроля и властной вертикали, то есть движется к тоталитаризму.

### О теории мемов и обществе
В заключении книги говорится, что теории мемов подчиняются не только религиозные мемплексы. Эта теория применима к любым явлениям культуры, которые так же состоят из единиц информации — мемов, пытающихся выжить, как только могут. К ним относятся, в частности, различные политические движения. Они, как и любые мемплексы, при внешней привлекательности, в конце концов ориентированы только на собственное выживание и делают с человеком то же самое, что делают религии. То есть, создавая свою догму, заставляют умирать за себя, распространять себя и бороться с любым инакомыслием. По сути не меняется ничего, включая основной тренд развития к тоталитаризму, проявляющийся особенно рельефно при отсутствии оппозиции. Но и сама оппозиция, по сути, тот же мемплекс, развивающийся по тем же самым законам. А значит, с течением времени происходит усиление противостояния до победы одного из мемплексов или появления третьего, принципиально более могучего. Важно, что победитель для своего утверждения всегда использует критику побеждённых, становясь на какое-то время лучше их. Отсюда следует полезный вывод — профилактика порабощения со стороны мемплексов-победителей заключается в создании условий для их ротации, что перекликается с высказыванием Черчилля: демократия плоха, но ничего лучшего человечество не придумало.
Теория мемов в состоянии объяснить разные проявления общественного поведения. Например, почему среди вновь пришедших в религию доминируют люди в возрасте, особенно женщины. Потому что с возрастом субъективно меняется соотношение сил конкурирующих мемплексов. С одной стороны, возрастная смена гормонального фона приводит к ограничению житейских интересов и ценностей, а также вследствие естественного угасания деятельности мозга снижается критичность восприятия. С другой стороны, притягательность религиозного мемплекса с обещанием надёжной, вечной, счастливой жизни, как и прежде высока. Или ещё один пример. Ответ на вопрос: Заразна ли глупость? Конечно, если это мемплекс.
Единственное, что может сделать человек для защиты от порабощения чуждым ему мемплексом — постоянно контролировать свои симпатии и не засорять голову идеями, которые он по обдумывании не сочтёт полностью логичными.
Книга завершается словами, как бы подводящими общий итог повествования:

«Ни одна идеология не достойна того, чтобы в неё верить, — и только постоянно подвергая сомнению не только пути достижения целей, но и сами цели, можно действительно заслужить звание человека разумного»:512.

## Отзывы и обсуждения
- Ольга Бугославская в рецензии в журнале Знамя[4]:

«Почему служители человеколюбивых идей устраивают жестокие гонения на „еретиков“, но прощают убийц? Что помогает религиозной идее легко приспосабливаться? Что заставляет людей служить этой идее? Илья Носырев содержанием книги подводит к ответу — сама идея. С его точки зрения, культурные идеи, или мемы, складывающиеся в мемплексы, эволюционируют и приспосабливаются к окружающей действительности посредством естественного отбора. В этом они подобны живым существам. Эволюцию мемплексов автор рассматривает на примере мировых религий. Он полагает, что религиозные мемплексы научились воспроизводить себя путём паразитирования на сознании людей. Подобно вирусу они внедряются в сознание носителя и заставляют воспроизводить и распространять себя.»
- Ольга Костюкова в своём отзыве на сайте журнала Профиль[5]:

«Носырев опирается на стремительно набирающую обороты науку — меметику. Книга спорная, смелая и неоднозначная, но тем и хороша. Особенно сейчас, когда острые углы старательно обходят.»
- Дмитрий Шабанов в журнале Компьютерра[6]:

«Главная тема, которая интересует Носырева — механизм распространения религии. В этом отношении он развивает идеи Докинза, выраженные в „Боге, как иллюзии“. Интересна мысль Носырева, что в силу отбора на эффективность распространения современные религии становятся все более тоталитарными. Увы, точность и эффективность воспроизводства жесткого, подавляющего индивидуальность мировоззрения выше, чем либерального. С ростом эффективности и количества связей между носителями мемов в рост пойдут именно те из них, которые сегодня кажутся самыми пугающими.»

## Любопытные факты
- 6 ноября 2012 г. на своей страничке ВКонтакте И. Носырев сообщил, что первоначально в названии книги было выражение «религиозные идеи». Издательство оставило только «идеи»[7].